# 看護評価
看護評価（かんごひょうか）とは、看護過程の段階の1つ。
看護介入における患者の反応や客観的情報から、問題が達成されたか、または看護計画が適切であったかなどを評価する。

## 評価の方法
- 看護介入ごとに行う評価

そのとき行った看護介入について、方法は適切だったか、患者のニーズは満たされたかを主観的・客観的情報から評価する。この評価は看護行為が終了したときに行えばよいのではなく、援助を実施しながら介入方法を変更していく必要がある。
- 目標に対する評価

看護診断をする際に設定した期限までに、問題が解決されたか、解決されなければ計画をどのように変更すべきかを評価する。
これらの評価は看護過程の看護アセスメントと同じであり、常にアセスメント・計画・実施・評価しながら看護介入する必要がある。